# Trichothyse
Trichothyse is een geslacht van spinnen uit de familie bodemjachtspinnen (Gnaphosidae).

## Soorten
De volgende soorten zijn bij het geslacht ingedeeld:
- Trichothyse fontensis Lawrence, 1928
- Trichothyse hortensis Tucker, 1923
- Trichothyse subtropica Lawrence, 1927